# Salvatore Miceli (calciatore)
Salvatore Miceli (Paola, 5 marzo 1974) è un allenatore di calcio ed ex calciatore italiano, di ruolo centrocampista.

## Carriera

### Giocatore
Inizia nell'Amantea, da cui passa al Cosenza, con cui disputa tre campionati nella Primavera. Nella stagione 1993-1994 viene dato in prestito al Fasano, in Serie C2, dove esordisce nel calcio professionistico collezionando 22 presenze. Ritornato in Calabria, debutta con il Cosenza in Serie B, e rimane con la squadra rossoblù per tre anni totalizzando 100 gettoni di presenza e mettendo a segno 8 gol.
Nel 1997, dopo la retrocessione dei silani in Serie C1, viene ceduto a titolo definitivo al Venezia, dove sotto la guida del tecnico Walter Novellino conquista la promozione in Serie A. Con i veneti resta per due stagioni esordendo in Serie A il 20 settembre 1998 nella gara Venezia-Parma 0-0; disputa 27 partite di campionato realizzando anche la sua prima e unica rete nella massima serie in occasione del successo interno sulla Fiorentina del 13 marzo 1999. Quando Novellino si trasferisce al Napoli (Serie B 1999-2000), chiede il prestito del centrocampista calabrese, che ottiene una nuova promozione in A. Nel 2000 rientra inizialmente a Venezia, per trasferirsi a gennaio 2001 al Piacenza, con cui conquista la sua terza promozione in Serie A, sempre sotto la guida di Novellino.
Dopo una stagione e mezzo nella massima serie, dove totalizza appena 13 presenze, torna a giocare tra i cadetti passando alla Sampdoria allenata da Novellino, in cambio di Sandro Cois: vi disputa appena 4 partite, ma trova la quarta promozione personale.
Tornato al Piacenza, riesce a ritagliarsi un posto da titolare nel campionato di Serie B 2003-2004. A fine stagione si trasferisce definitivamente al Catania, che lascia a gennaio per passare al Catanzaro, con il quale disputa due stagioni retrocedendo in Serie C1. Svincolatosi dai giallorossi calabresi, dal gennaio 2007 gioca in Serie C1 con la Ternana, con cui scende in campo 16 volte. Chiude la carriera calcistica nei dilettanti con l'Aiello, in Prima Categoria, e con l'Amantea nel campionato di Eccellenza.
In carriera ha totalizzato complessivamente 41 presenze e una rete in Serie A e 280 presenze e 16 reti in Serie B.

### Allenatore
Nella stagione 2009-2010 allena la squadra Allievi dell'Inter Boys, formazione dilettantistica cosentina. Nel luglio 2011 passa ad allenare la formazione Juniores dell'Amantea, e l'anno successivo viene promosso alla guida della prima squadra, dalla quale viene esonerato nel mese di novembre. Dal 2024 è responsabile area tecnica del Marca